# Stratfield Turgis
Stratfield Turgis – wieś w Anglii, w hrabstwie Hampshire. Leży 40 km na północny wschód od miasta Winchester i 64 km na zachód od Londynu.